# I Got Nerve
"I Got Nerve" é uma canção pop gravada pela atriz e cantora americana Miley Cyrus para a série de televisão do Disney Channel Hannah Montana. Foi lançada em 24 de outubro de 2006 no álbum do mesmo nome da série. Ela foi escrita por Jennie Lurie, Ken Hauptman e Aruna Abrams, e foi produzida por Antonina Armato e Tim James. A canção é do gênero teen pop e contém três minutos e cinco segundos de duração.
Uma versão em karaokê foi lançada no álbum Disney's Karaoke Series: Hannah Montana em 2007.

## Paradas musicais
| Parada (2006)                        | Posição |
| ------------------------------------ | ------- |
| Estados Unidos (Billboard Hot 100)   | 67      |
| Estados Unidos (Billboard Pop Songs) | 51      |